# Rhodopidae
Die Rhodopidae sind eine Familie wurmartiger Schnecken, die vermutlich zu den Nacktkiemern (Nudibranchia) zu stellen ist. Diese Schnecken zählte man zunächst aufgrund des wurmartigen Habitus zu den Strudelwürmern (Turbellaria).

## Merkmale
Der Körper ist länglich und abgeflacht; die Länge beträgt ausgestreckt etwa 1,5 mm (bei Rhodope roskoi) bis etwa 6 mm (Rhodope veranii). Die Tiere können sich jedoch sehr stark zusammenziehen, wenn sie gestört werden. Die Kopfregion ist etwas abgesetzt und geringfügig gegenüber dem Körper verengt. Der ansonsten molluskentypisch abgesetzte Fuß fehlt völlig. Am hinteren Ende des Körpers befindet sich eine Anheftdrüse. Kiefer, Radula, Kieme und ein Herz fehlen ebenfalls. Die Augen sind tief im Kopfbereich eingebettet; vorhanden sind auch paarige Statozysten. In den Körper eingelagert sind längliche, leicht gekrümmte Spicula mit abgestumpften Enden. Sie messen zwischen 70 und 170 μm in der Länge. Die Länge differiert jedoch von Art zu Art, ebenso die Krümmung. Die Grundfarbe des Körpers ist hellgelblich bis weiß mit orangeroten Gürteln, Kreisen oder Längsstreifen. Die Farbmuster sind arttypisch.

## Lebensweise und Vorkommen
Über die Lebensweise dieser Tiere ist sehr wenig bekannt. Die wenigen Lebendbeobachtungen und Funde stammen z. T. aus Tropenaquarien, wo die Tiere versehentlich eingeschleppt wurden. Die Herkunft ist bei solchen Tieren nicht mehr festzustellen. Die Tiere leben im Interstitial von Sand- und Kiesböden, Muschelschill, oder auch in dunklen Bereichen des Phytals in Flachmeer- bis Gezeitenbereichen von gemäßigten bis tropischen Meeren. Die Gattung ist weltweit verbreitet. R. veranii frisst Schwammlarven. Im Gegensatz zu Strudelwürmern wird ihre Fortbewegung als langsam beschrieben.

## Systematik
Die systematische Stellung der sehr kleinen Familie Rhodopidae zwischen Strudelwürmern und Weichtieren war über 100 Jahre heftig umstritten. Heute ist zumindest die Zugehörigkeit zu den Schnecken gesichert, wenn auch die Stellung innerhalb der Schnecken weiter etwas unsicher bleibt. In den neueren Arbeiten wird eine Verwandtschaft mit der Familie Dorididae der Nacktkiemer (Nudibranchia) favorisiert. Boucot und Rocroi (2005) lassen die Überfamilienzugehörigkeit innerhalb der Nacktkiemer offen, McDonald stellt die Familie zur Überfamilie Anadoridoidea Odhner, 1968. Derzeit sind nur drei Gattungen mit insgesamt sechs Arten bekannt. Eine Art, die bisher zur Gattung Rhodope gestellt wurde, wird von Haszprunar und Heß aus der Gattung Rhodope ausgeschlossen, jedoch keiner anderen Gattung zugewiesen.
- Rhodope Koelliker, 1847
  - Rhodope veranii Koelliker, 1847
  - Rhodope transtrosa Salvini-Plawen, 1991
  - Rhodope marcusi Salvini-Plawen, 1991
  - Rhodope roskoi Haszprunar & Heß, 2005
- Helminthope Salvini-Plawen, 1991
  - Helminthope psammobionta Salvini-Plawen, 1991
- Rhodoplana Vayssière, 1906
  - Rhodoplana vandelii Vayssière, 1906[1]
- Neue Gattung
  - "Rhodope" crucispiculata Salvini-Plawen, 1991